# Spirobolellus tylopus
Spirobolellus tylopus är en mångfotingart som beskrevs av Pocock 1908. Spirobolellus tylopus ingår i släktet Spirobolellus och familjen slitsdubbelfotingar. Inga underarter finns listade i Catalogue of Life.